# Alan Pinheiro
Alan Pinheiro (født 13. maj 1992) er en brasiliansk fodboldspiller, som spiller for den japanske fodboldklub JEF United Chiba.